# Omission (Band)
Omission ist eine spanische Thrash-Metal-Band aus Madrid, die 2002 gegründet wurde.

## Geschichte
Die Band wurde im Jahr 2002 von dem Sänger und Gitarristen Miguel A. Hernanz Sebares aka „Patillas“ gegründet, der zuvor bei Muro tätig gewesen war. Im Jahr 2005 erschien mit Day of Your Death Arrives… das erste Demo. Daraufhin folgten die ersten Auftritte, ehe 2007 und 2008 mit Yells That Destroy und VPA die nächsten beiden Demos erschienen. Zudem war die Band mit ein paar Liedern in dem Pornofilm Agradecidos zu hören. 2009 erschien mit An Unholy Thrash Metal Night die erste Split-Veröffentlichung, auf der auch die deutsche Band Old vertreten ist. Später nahm die Band an dem Sampler Spainkills mit dem Song Blood and Steel teil. 2009 folgte unter dem Namen Thrash Metal Is Violence das Debütalbum in einer Auflage von 500 Stück bei dem bandeigenen Label Satanicspeed Records. Später wurde das Album – mit zwei Live-Aufnahmen als Bonus – bei Xtreem Music wiederveröffentlicht. Nach einer 2010er Split-Veröffentlichung namens Unholy Thrashing Savage, auf der noch drei weitere Bands enthalten sind, schloss sich 2011 bei Xtreem Music das zweite Album Merciless Jaws from Hell an. Nach einem Wechsel zu Emanes Metal Records erschien 2012 das dritte Album Pioneers of the Storm. Als Nächstes wurde 2013 die EP Black Darkness Obscurity, die sechs Songs enthält, veröffentlicht, ehe sich 2015 das vierte Album namens The Unholiest of Them anschloss. In ihrer Karriere ist die Gruppe unter anderem zusammen mit Flotsam and Jetsam, Destruction, Possessed, Desaster und Immortal aufgetreten.

## Stil
Charles von metalreviews.com schrieb in seiner Rezension zu Thrash Metal Is Violence, dass die Band selbst ihre Musik als „Satanicspeed Thrash Metal“ bezeichnet. Auf dem Album sei traditioneller, direkter Thrash Metal enthalten und es sei zwischen Dark Angel und Destruction einzuordnen, wobei auch gelegentliche Einflüsse aus dem Black Metal hörbar seien. Walter von metal.de bestätigte die Selbstbezeichnung der Band in seiner Rezension zu Merciless Jaws from Hell. Die Geschwindigkeit der Songs sei durchweg hoch, die Texte seien dunkler und blasphemischer Natur. Der Gesang erinnere an den des Sadus-Sängers Darren Travis, während die Lieder insgesamt durch Sodom, Destruction, Forbidden, Possessed, Kreator und Venom beeinflusst klängen. Den Liedern würde es jedoch an Abwechslung mangeln.

## Diskografie
- 2005: Day of Your Death Arrives… (Demo, Eigenveröffentlichung)
- 2006: Thrash Metal Revenge (Kompilation, Screaming Against God! Records)
- 2007: Yells That Destroys (Demo, Eigenveröffentlichung)
- 2008: I Pounding Metal Fest (Split-DVD mit Ironsword, RAM und Barbarian, Eigenveröffentlichung)
- 2008: VPA (Demo, Eigenveröffentlichung)
- 2008: Satanic Speed Thrash Metal (Kompilation, Eigenveröffentlichung)
- 2009: An Unholy Thrash Metal Night (Split mit Old, Satanicspeed Records)
- 2009: Thrash Metal Is Violence (Album, Satanicspeed Records)
- 2010: Angelfuck (Kompilation, War Productions)
- 2011: Merciless Jaws from Hell (Album, Xtreem Music)
- 2011: Unholy Thrashing Savage (Split mit Dunkell Reiter, Revenge und Storming Steels, Metal Zone Distro)
- 2013: Pioneers of the Storm (Album, War Productions)
- 2014: Authentic Metal Worship Series Vol 2 (Split mit Beast Conjurator, Emanes Metal Records)
- 2014: Black Darkness Obscurity (EP, Emanes Metal Records)
- 2015: The Unholiest of Them (Album, Emanes Metal Records)
- 2016: LWFDIHH / Omission (Split mit LWFDIHH, Eigenveröffentlichung)